# Rudolf von Fischer-Benzon
Rudolf J.D. von Fischer-Benzon (2 de febrero de 1839, Westermühlen – 17 de julio de 1911, Wyk auf Föhr) fue un botánico, y docente alemán.

## Biografía
Estudió historia natural y matemática en la Universidad de Kiel, donde en 1866, obtiene su habilitation para ejercer liberalmente la mineralogía.
En 1866, se embarca en una expedición científica a Noruega y Suecia.

## Obra

### Algunas publicaciones
- Mikroskopische Untersuchungen über die Structur des Halysites-Arten und einiger silurischer Gesteine aus den russischen Ostsse-Provinzen, 1871 – Estudios microscópicos sobre la estructura de especies de Halysites y algunas rocas del Siluriano de la Rusia y los Gobernaturas del Báltico.

- Die Moore der Provinz Schleswig-Holstein : eine vergleichende Untersuchung, 1891 – Los musgos en la provincia de Schleswig-Holstein; estudio comparativo.

- Altdeutsche Gartenflora, 1894 – Antigua flora germana de jardín. Reimpreso por BoD, 2012, 270 p. ISBN 384574443X, ISBN 9783845744438

- Katalog der Schleswig-Holsteinischen Landsbibliothek (1898–1907) – Catálogo de la Biblioteca Estatal Schleswig-Holstein.

- Die Flechten Schleswig-Holsteins, 1901 – Líquenes de Schleswig-Holstein.[2][3]
- La abreviatura «Fisch.-Benz.» se emplea para indicar a Rudolf von Fischer-Benzon como autoridad en la descripción y clasificación científica de los vegetales.[4]